# 出雲空港

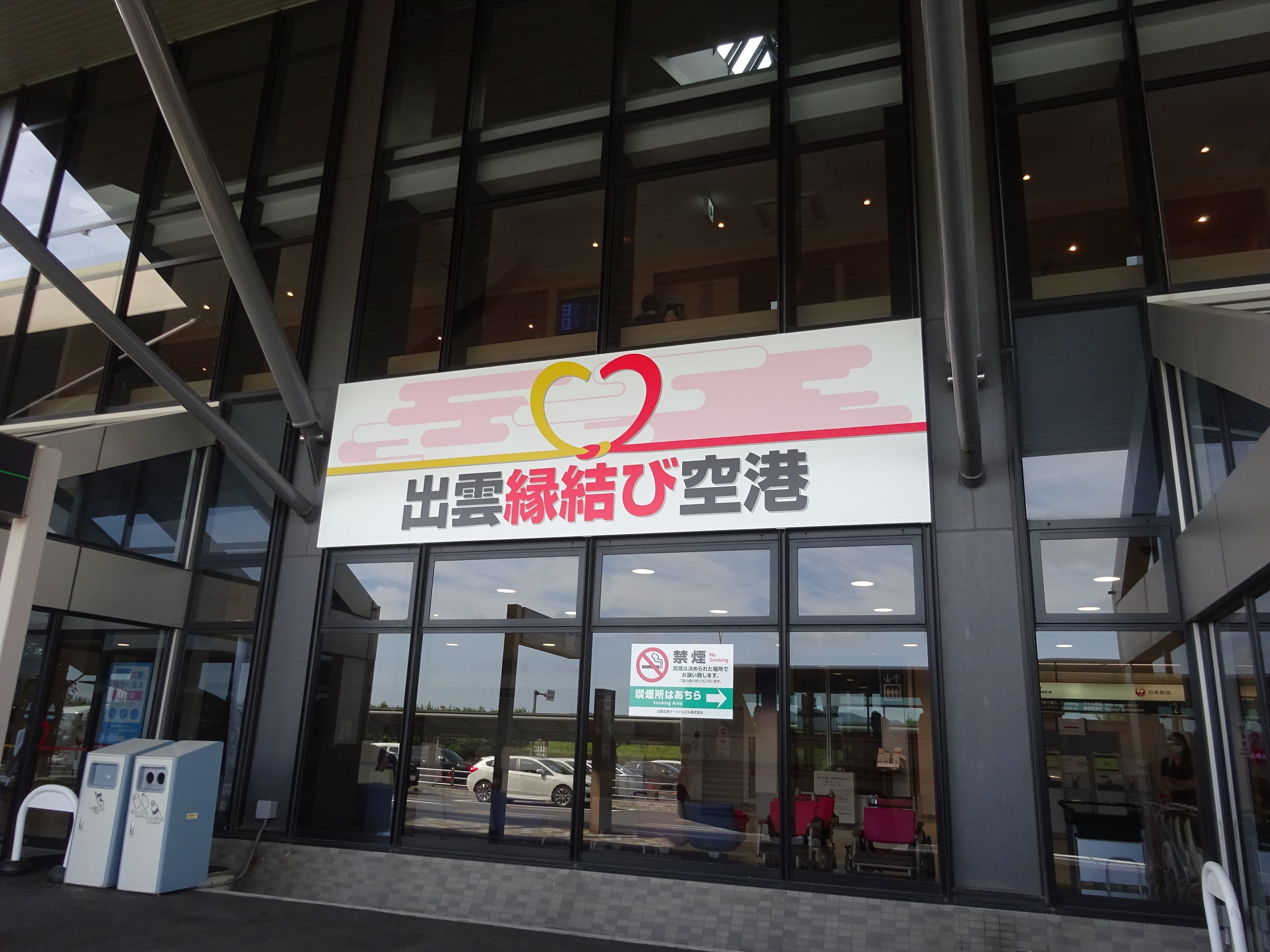
愛称は出雲縁結び空港

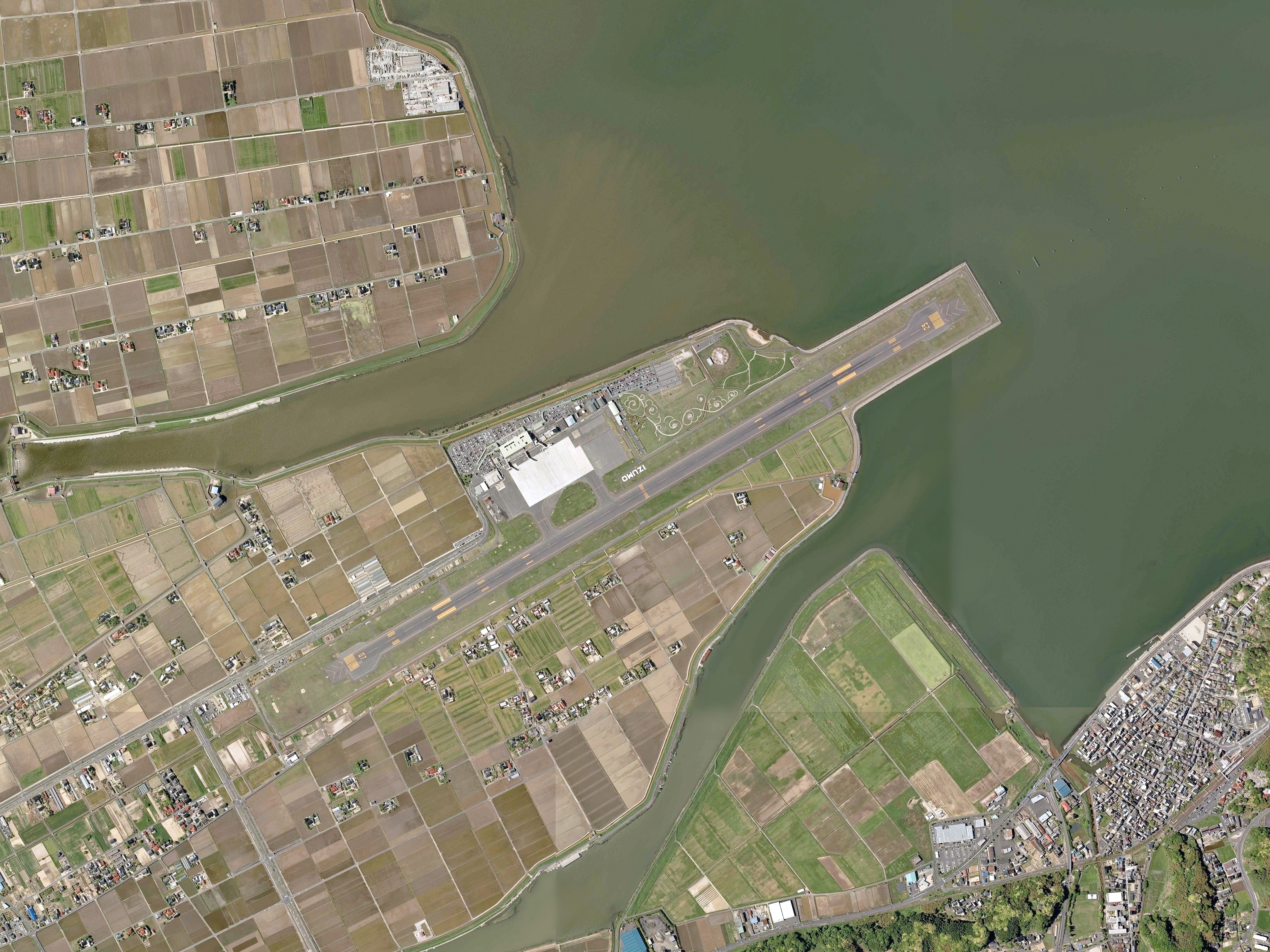
滑走路延長後の空中写真（2018年撮影）

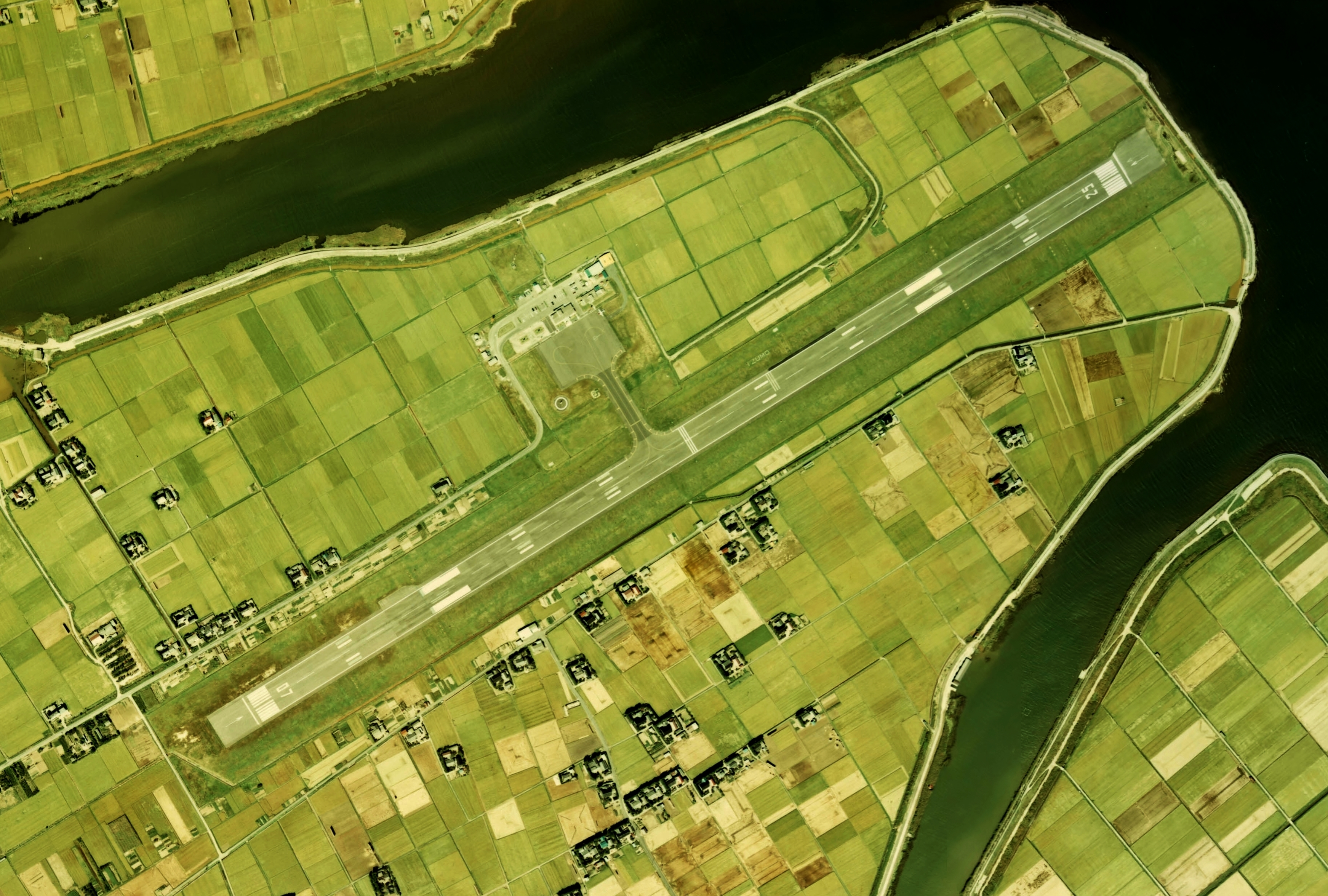
出雲空港付近の空中写真（1976年撮影）

出雲空港（いずもくうこう、Izumo Airport）は、島根県出雲市にある地方管理空港。近くにある出雲大社が縁結びの神様であることから「出雲縁結び空港」（いずもえんむすびくうこう、Izumo Enmusubi Airport）の愛称がつけられている。

## 概要
出雲空港は島根県の県庁所在地の松江市中心部から西に約15km（バスで約30分）の宍道湖の西端に位置する。縁結びの神様で知られる出雲大社にも近い。
滑走路は07/25の方向に2000mで、一部宍道湖に突き出るような形で配置されている。平行誘導路は無く、滑走路両端にターニングパッドを備えている。着陸帯の幅は150mと狭く計器着陸には対応できず（ローカライザのみ設置）、ILSに対応する米子空港に比べ欠航率が高い。

## 統計

### 利用者数
元のウィキデータクエリを参照してください.

島根県東部の空運を担い、年間利用客数は国内1,014,079人、国際1,862人（2019年度）である。日本の三大都市圏である東京（羽田）、大阪（伊丹）、名古屋（中部・小牧）と空路で結ばれており、中国地方の空港で三大都市圏全てから直行便を有する唯一の空港である。近年は羽田便の機材大型化、伊丹便のジェット化・機材大型化、福岡便・隠岐便の機材置き換え・大型化、フジドリームエアラインズ（FDA）による相次ぐ新規路線開設の影響で利用者が増加傾向にある。
| 行き先       | 旅客数   | 国内線順位 |
| ------------ | -------- | ---------- |
| 東京国際空港 | 約48万人 | 上位48位   |

## 沿革
（この節の主な出典）
- 1964年4月15日- 建設工事着工
- 1966年
  - 6月30日 - 島根県営出雲空港として開港[注 1]。滑走路1200m×30m
  - 7月11日 - 東亜航空がYS-11で大阪（伊丹）便、デ・ハビランド ヘロンで隠岐便を開設
- 1967年4月1日 - 東亜航空が広島便を開設（1968年12月1日廃止）
- 1970年12月25日 - 滑走路延長・拡幅。1,500m×45m
- 1979年8月10日 - 東亜国内航空が東京（羽田）便を開設
- 1980年6月20日 - 出雲空港ターミナルビル株式会社設立
- 1981年3月1日 - 旧ターミナルビル供用開始
- 1984年12月25日 - 東亜国内航空が福岡便を開設
- 1991年3月7日 - 滑走路延長（1,500m→2,000m）供用開始
- 1993年7月17日 - 現旅客ターミナルビル完成
- 1996年
  - 6月1日 - ジャルフライトアカデミーが広島西便を再開（2003年8月31日運休）
  - 7月19日 - 日本エアシステムが札幌（新千歳）便（季節運航）を開設（2010年8月運休）
  - 11月1日 - ジェイエアが小松便を開設（2001年3月31日休止）
- 1997年
  - 4月4日 - 日本エアシステムが那覇便（季節運航）を開設（2002年運休）
  - 10月1日 - 日本エアコミューターが名古屋便を開設（2002年8月31日運休）
- 1998年
  - 7月17日 - 空港の運用時間が1時間半延長され、7:30～20:30までの13時間になる
  - 9月21日 - 累計乗降客1,000万人達成
- 2000年9月1日 - 同年9月30日まで、ジェイエアが実験的に高知空港との間に路線を設置[9]。ジェットストリーム・スーパー31を用いた
- 2001年4月1日 - ジェイエアが福岡便を開設[注 2]（2003年8月31日運休）[10]
- 2002年
  - 8月8日 - 島根県道335号出雲空港宍道線が開通[11]し、山陰自動車道との距離が短縮
  - 11月1日 - ジェイエアが名古屋便を再開（2004年10月31日運休）
- 2003年2月1日 - 日本エアコミューターの大阪（伊丹）便にボンバルディア Q400が就航
- 2005年5月11日 - 累計乗降客1,500万人達成
- 2010年10月1日 - 「出雲縁結び空港」に愛称化。11月20日に記念セレモニー実施[1]
- 2012年5月24日 - 累計利用者2,000万人達成
- 2013年4月1日 - 関西航空地方気象台出雲空港出張所閉鎖[要出典]
- 2014年8月1日 - 日本航空が札幌（新千歳）便を再開[12]
- 2015年3月29日 - フジドリームエアラインズが名古屋（小牧）便を再開
- 2016年8月5日 - 開港50周年記念式典開催
- 2017年4月5日 - 保安検査場が2レーンに拡張[13]
- 2018年
  - 3月25日 - フジドリームエアラインズが静岡便を開設[14][15]
  - 4月20日 - フジドリームエアラインズが仙台便を開設[16]
  - 5月16日 - 累計利用者2,500万人達成
- 2019年
  - 3月27日 - 年間利用者100万人達成
  - 6月1日 - エアポートラウンジがオープン[17][18]
  - 10月27日 - フジドリームエアラインズが大阪（神戸）便を開設[19]。同年12月19日までは1日2往復、12月20日以降は1日1往復[19]（2021年3月28日運休）[20]
- 2024年
  - 1月8日 - フジドリームエアラインズが仙台便を廃止、運航終了[21]。

## 施設

### 空港内施設
空港ターミナルビルは滑走路北側に1棟あり、国内線/国際線で使用している。国内線用に2基、国際線兼用で1基のボーディングブリッジを備え、出雲空港ターミナルビル株式会社が運営している。

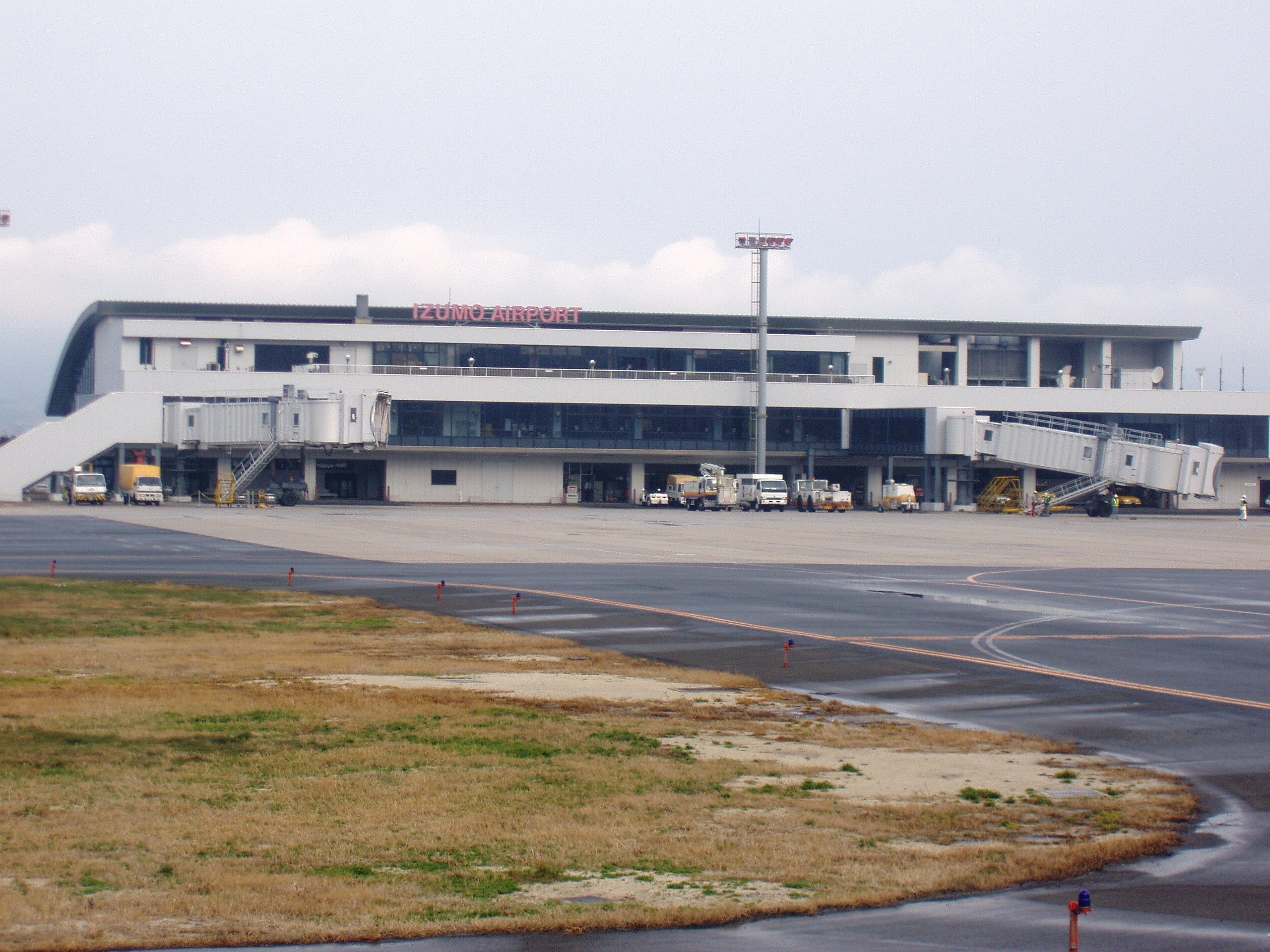
空港ターミナルビル （滑走路側）
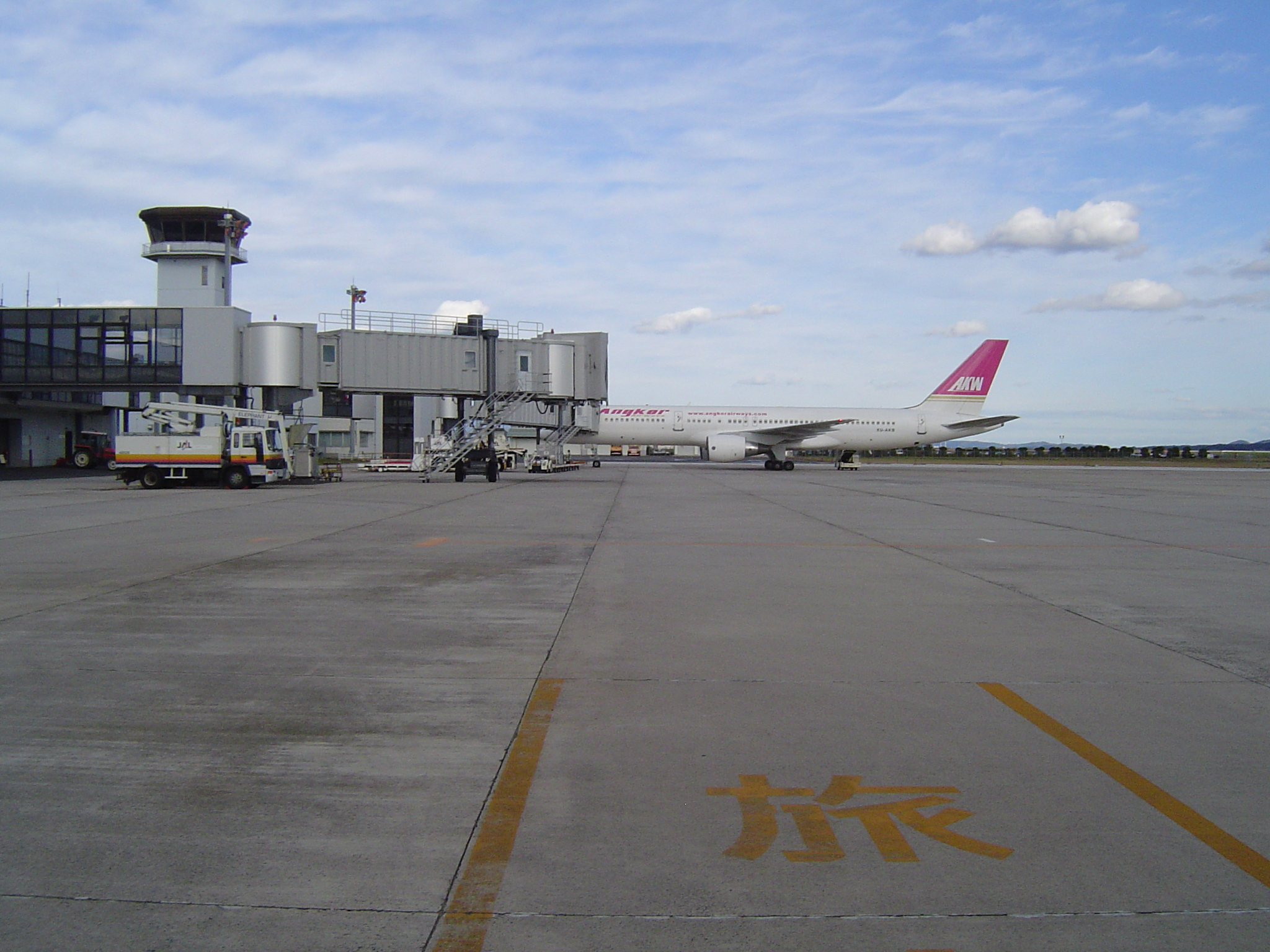
エプロン
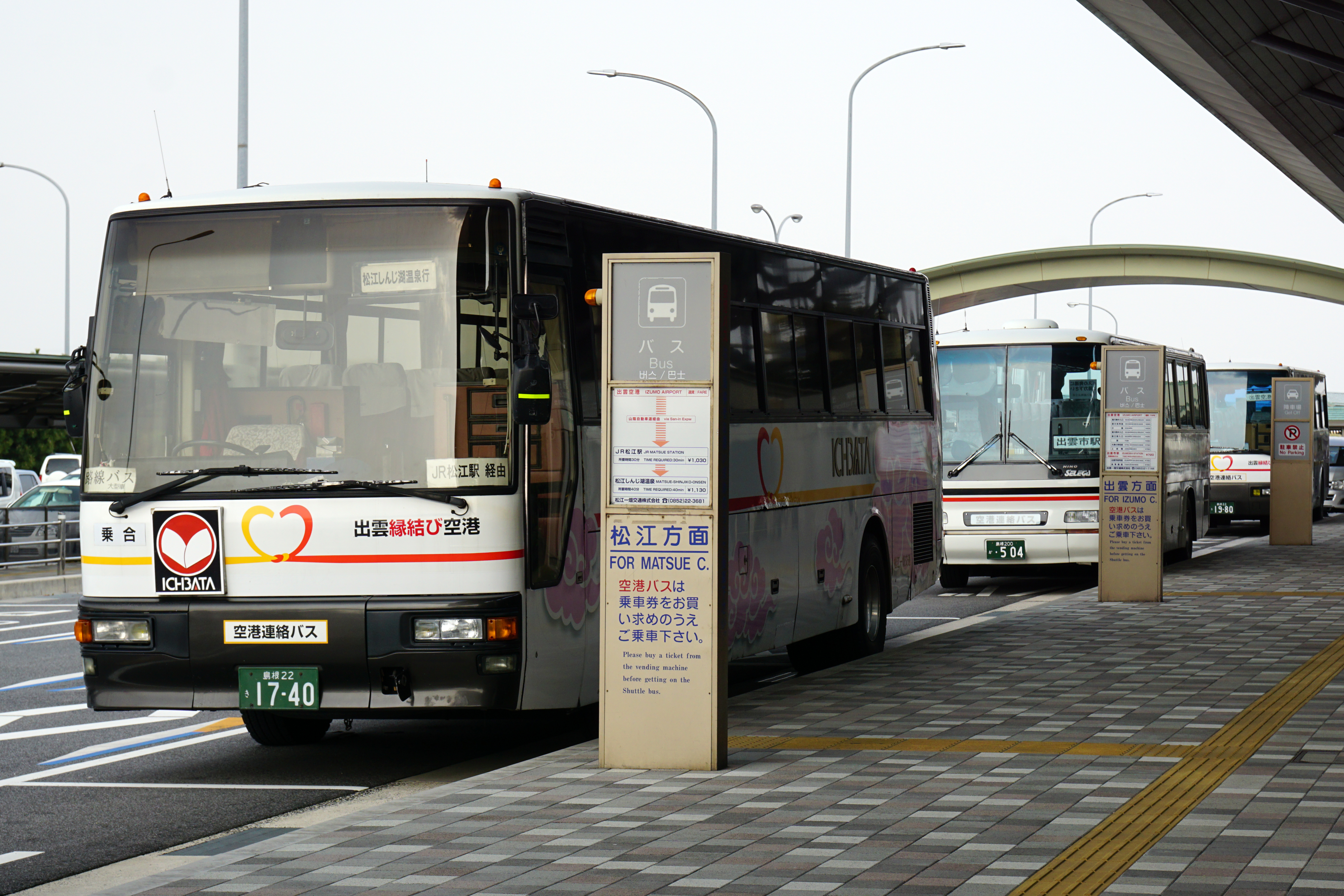
バスターミナル
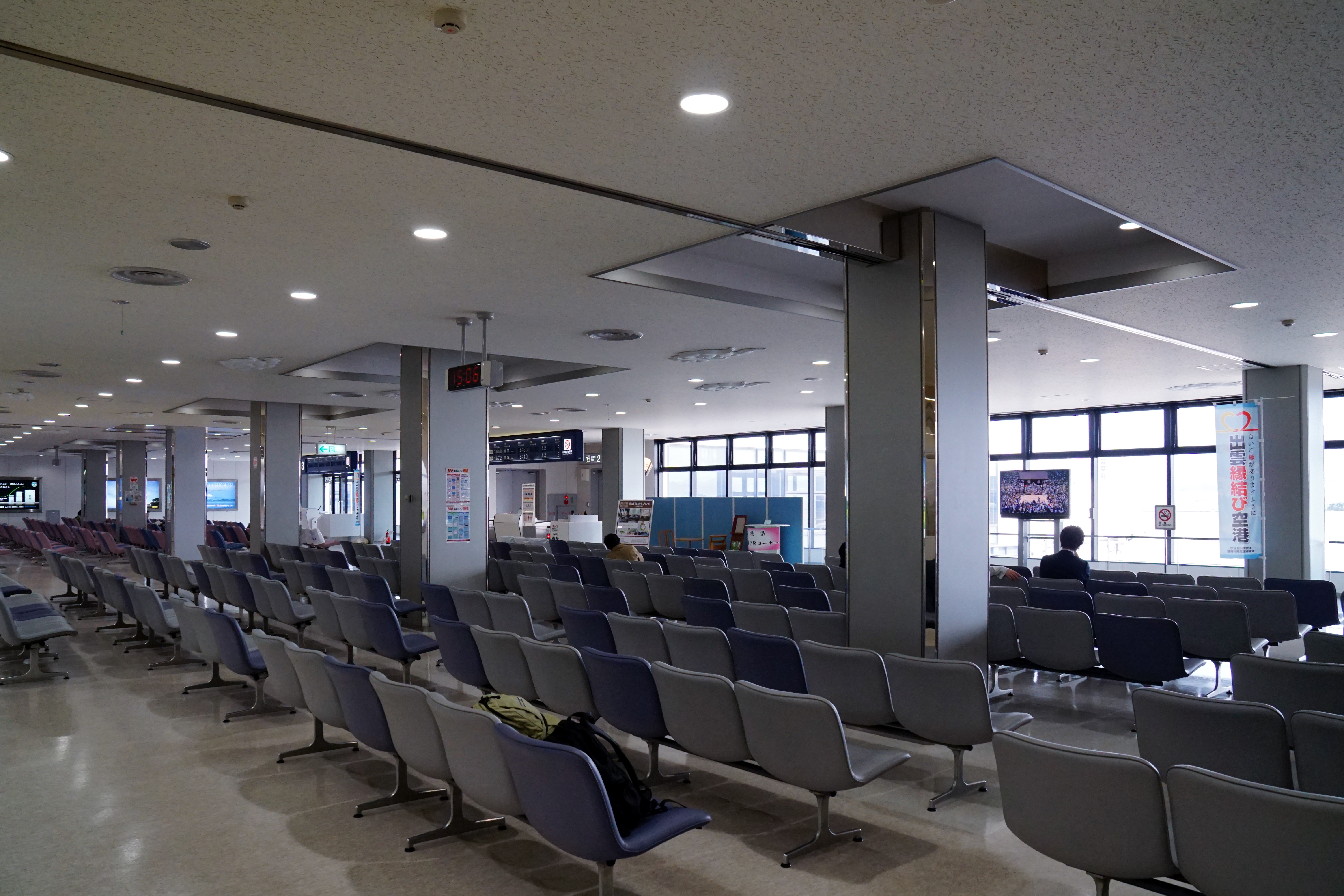
2F　国内線出発ロビー

- 1階
  - 案内所・レンタカー受付カウンター
  - 国内線チケットカウンター
  - 国際線チケットカウンター
  - 国内線到着ロビー
  - 国際線到着ロビー
  - 手荷物受取所
  - 入国審査場
  - 出雲警察署出雲空港警備派出所
  - ATM
  - バス・タクシーターミナル
- 2階
  - 国内線出発ロビー
  - 国際線出発ロビー
  - 手荷物預かり所
  - 出国審査場
  - 売店（BLUE SKYなど）
  - カードラウンジ
- 3階
  - 見学・送迎デッキ（無料）
  - レストラン
  - 喫茶店

- 空港ターミナルビル
（滑走路側）
- エプロン
- バスターミナル
- 2F　国内線出発ロビー

### 周辺施設
東駐車場・公園駐車場・VOR/DME周辺に公園が整備されており、滑走路を行きかう飛行機を至近距離で見ることができることから、休日は家族連れで賑わう。

## 就航路線
2024年1月10日現在
- 国内線

| 航空会社                       | 就航地                                                    |
| ------------------------------ | --------------------------------------------------------- |
| 日本航空 (JAL)                 | 東京/羽田、大阪/伊丹、札幌/新千歳（季節運航）、隠岐、福岡 |
| フジドリームエアラインズ (FDA) | 名古屋/小牧、名古屋/中部、静岡                            |

- 国際線

| 航空会社           | 就航地                 |
| ------------------ | ---------------------- |
| ベトナム航空（VN） | ハノイ（就航時期未定） |

- 大阪/伊丹線は長らく日本エアコミューターのプロペラ機のみの運航だったが、ジェイエアのCRJにより2016年4月より久しぶりにジェット機が就航した（旧・日本エアシステムの運航以来。）。その後、CRJの置き換えに伴い、同路線のジェット機はエンブラエル170での運航になっていた。2018年5月7日にはジェイエアのエンブラエル170に機材が統一され、同路線は全便がジェット機での運航となる[23]。
- また期間限定の韓国チャーター便もあったが[24]、日韓関係悪化のため運休した後、終了した[25][26]。
- なお島根県が2023年にベトナムのベトナム航空との協定締結で将来的にはハノイとの定期国際線就航を目指した協定が締結され[27]、2024年5月25日に往路と2024年5月29日に復路で出雲 - ハノイ間のチャーター便が運航された[28]。

かつての定期就航路線
- 仙台、小松、大阪/神戸、広島西、那覇

チャーター実績
国際線
- コリアエクスプレスエア ソウル(2019年)
- ベトナム航空 ハノイ(2024年）

## アクセス
- 松江一畑交通
  - 松江しんじ湖温泉駅発着便（松江駅経由）
- 出雲一畑交通
  - 出雲市駅・体育館前発着便（直江駅経由）
  - 出雲大社発着便（出雲大社前駅経由）
  - 玉造温泉発着便